# Téné
 (mars 2022).
Si vous disposez d'ouvrages ou d'articles de référence ou si vous connaissez des sites web de qualité traitant du thème abordé ici, merci de compléter l'article en donnant les références utiles à sa vérifiabilité et en les liant à la section « Notes et références ».
Téné est une commune malienne, située à 470 km au nord de Bamako dans le cercle de San, et de la nouvelle région de San. C'est un carrefour pour les activités commerciales notamment agro-pastorales dans la région de Ségou. Sa foire hebdomadaire qui se tient tous les samedis attire les populations de diverses régions maliennes et même du Burkina Faso voisin[réf. nécessaire]. Avec une démographie galopante et multi-ethnique la commune de Téné compte environ 25 337 habitants (2016) répartis entre 25 villages[réf. nécessaire].
Téné est distante de 50 km de San et de 160 km de Mopti.
Née à San mais grandie à Téné, Kadia Sangaré (ex ministre des droits de l'homme) a été récemment élue députée à l'assemblée nationale du Mali sous les couleurs de ASMA-CFP dans la circonscription électorale de San pour un mandat de 5 ans[réf. nécessaire].